# آيت خويا أعلي (آيت حمو أبوهو آيت اعمر واعلي)
آيت خويا أعلي هو دُوَّار يقع بجماعة تيكريكرة، إقليم إفران، جهة فاس مكناس في المملكة المغربية. ينتمي الدوّار لمشيخة آيت حمو أبوهو آيت اعمر واعلي التي تضم 16 دوار. يقدر عدد سكانه بـ 146 نسمة حسب الإحصاء الرسمي للسكان والسكنى لسنة 2004.

## وصلات خارجية
- البوابة الوطنية للجماعات الترابية
- المندوبية السامية للتخطيط